# Мазулас
Мазу̀лас (на италиански: Masullas; на сардински: Masuddas, Мазудас) е село и община в Южна Италия, провинция Ористано, автономен регион и остров Сардиния. Разположено е на 129 m надморска височина. Населението на общината е 1152 души (към 2010 г.).